# فرودگاه بافووسام
فرودگاه بافووسام (به انگلیسی: Bafoussam Airport) یک فرودگاه همگانی با کد یاتا BFX است که یک باند فرود آسفالت دارد و طول باند آن ۲۵۰۰ متر است. این فرودگاه در کشور کامرون قرار دارد و در ارتفاع ۱۳۲۵ متری از سطح دریا واقع شده‌است.